# Hermann Rauschning
Hermann Adolf Reinhold Rauschning, född 7 augusti 1887 Thorn, död 8 februari 1982 i Portland, Oregon, USA, var en tysk politiker och författare.

## Biografi
Rauschning föddes som andra son i en lantbrukarfamilj i Västpreussen. Fadern ägde ett gods i Samland. Han tog realexamen i Lübeck, studerade musikteori och germanistik i München och disputerade vid Friedrich-Wilhelm Universität i Berlin i ämnet musikhistoria. Rauschning gifte sig med Anna Schwarz och fick fem barn. På 20-talet köpte han en större egendom (100 ha) i Warnau i Danzigområdet, ett område som efter första världskriget ingick i Fria staden Danzig - vilken efter Versaillestraktaten var underställd Nationernas Förbund. 
Han var politiskt verksam inom nationalistiska kretsar, först i tysknationella partiet (DNVP). och från  1932 i nationalsocialisterna ((NSDAP). Han blev efter deras valseger i Danzig i maj 1933 senatspresident. Nazisterna ville att han skulle internera katolska präster, förbjuda det socialdemokrstiska partiet och häkta en judisk tidningsman. Rauschning försvarade dock fristaten Danzigs författning. Efter de blodiga utrensningarna under de långa knivarnas natt förlorade han tron på partiet och bröt med dessa. I november reste nationalsocialisterna misstroendevotum i kammaren varvid han  avsattes. Rauschning flyttade till sin gård några månader innan denna konfiskerades. Hans familj förföljdes och han undgick ett attentatsförsök med en hårsmån. Han berövades 1938 sitt medborgarskap i Danzig liksom sin doktorstitel.
Rauschning tvingades till landsflykt till Polen, Schweiz, Frankrike och England, för att sedermera fortsätta till USA. Från 1941 levde och verkade han i USA, först i New York och sedan i Los Angeles. 1948 blev han amerikansk medborgare.Han dog 1982 i Portland. 
Han blev världsbekant genom några böcker i vilka han skarpt tog ställning mot nazismen, och meddelade avslöjande uppgifter om dess ledare samt kritiserade och varnade för Adolf Hitler. 
I efterhand har äktheten i Rauschnings samtal med Hitler dock ifrågasatts. Landin menar dock att ”Man kan tycka vad man vill om  Rauschnings politiska avsikter och karaktär, men det går inte att förneka att han var en av de första som fäste världens uppmärksamhet på Tredje rikets laglöshet i allmänhet och Hitlers världserövringsplaner i synnerhet”. Han drog sina slutsatser av vad han hade sett - och visade ett mod som flertalet av de 60 miljonerna tyskarna saknade. Rauschning försvarade sig också i en intervjuv 1937 att han inte kunde ”garantera ordalydelsen i sina beskrivningar” men att andemeningen överensstämde med verkligheten. 
Goebbels kallade honom den ”landsförrädiske renegaten” och ”farlige propagandalögnaren” med dess ”skickliga blandning av dikt och sanning”. Vid Nürnbergrättegången 1946 avfärdade Göring Rauschning som en obetydlig ”provinspolitiker.” 
.